# NGC 2296
NGC 2296 = IC 452 ist ein Reflexionsnebel im Sternbild Großer Hund südlich des Himmelsäquators. Das Objekt wurde am 11. März 1887 vom US-amerikanischen Astronomen Lewis Swift entdeckt.